# Idalion (Königreich)
Koordinaten: 35° 0′ 55,4″ N, 33° 25′ 26,3″ O
Idalion, phönizisch  'dyl (אדיל), altgriechisch Ιδάλιον,  war ein eisenzeitliches Königreich auf der Mittelmeerinsel Zypern.

## Lage
Idalion liegt in der Nähe des heutigen Dali 15 km  südöstlich von Nikosia in der Nähe der Kupfervorkommen des Troodos-Gebirges am Südufer des Yialias. Topographisch befindet sich die antike Siedlung auf zwei Hügeln im Süden der heutigen Ortschaft, diese befinden sich derzeit in der militärischen UN-Pufferzone.

## Aufbau der Stadt
Der westliche Hügel mit einer Akropolis und den Resten des königlichen Palastes konnten bereits durch amerikanische Archäologen untersucht werden, die Bauten wurden dem 5. und 4. Jahrhundert zugeordnet. Hier wurden auch Teile der Stadtmauer und weitere Gebäudekomplexe freigelegt.
Die untersuchten Mauerreste der Stadtbefestigung hatten eine Stärke von 10 Metern, die einstige Höhe der Stadtmauer soll über 8 Meter betragen haben. Die Informationen zur östlichen Akropolis und zur Unterstadt sind noch spärlich.

## Antike mythologische Bedeutung
In Idalion wurden besonders Aphrodite Idalia und ihr Geliebter Adonis verehrt. Nach der antiken Mythologie wurde Adonis in der Gegend von Idalion von einem Eber getötet, der von dem eifersüchtigen Ares geschickt worden war. Aus dem Blut des Getöteten wuchs das Adonisröschen hervor.

## Grabungen
Die ersten Funde aus der Region wurden durch den amerikanischen Konsul und Raubgräber Luigi Palma di Cesnola in den Jahren 1865 bis 1876 geborgen, er war am Ortsrand auf ein antikes Gräberfeld aufmerksam geworden und rühmt sich in seiner Biographie dort mehr als 10.000 Gräber mit reichen Beigaben geöffnet zu haben.  
Bereits Max Ohnefalsch-Richter hatte hier Ausgrabungen im Aphrodite-Tempel durchgeführt. Die Funde, meist archaische Statuen und deren Reste aus Kalkstein und Terrakotta befinden sich heute in Berlin. 1980 wurden in Dali beim Abriss eines Stalles weitere Statuen gefunden, die hier vielleicht durch Philipp Michaili, einem Grabungsvorarbeiter von Ohnefalsch-Richter, versteckt worden waren.
1970–1987 fanden hier Ausgrabungen durch die Universitäten UAlbany und Harvard statt. Sie wurden 1987 unter Leitung von Pamela Gaber vom Oriental Institute in Chicago weitergeführt.

## Geschichte

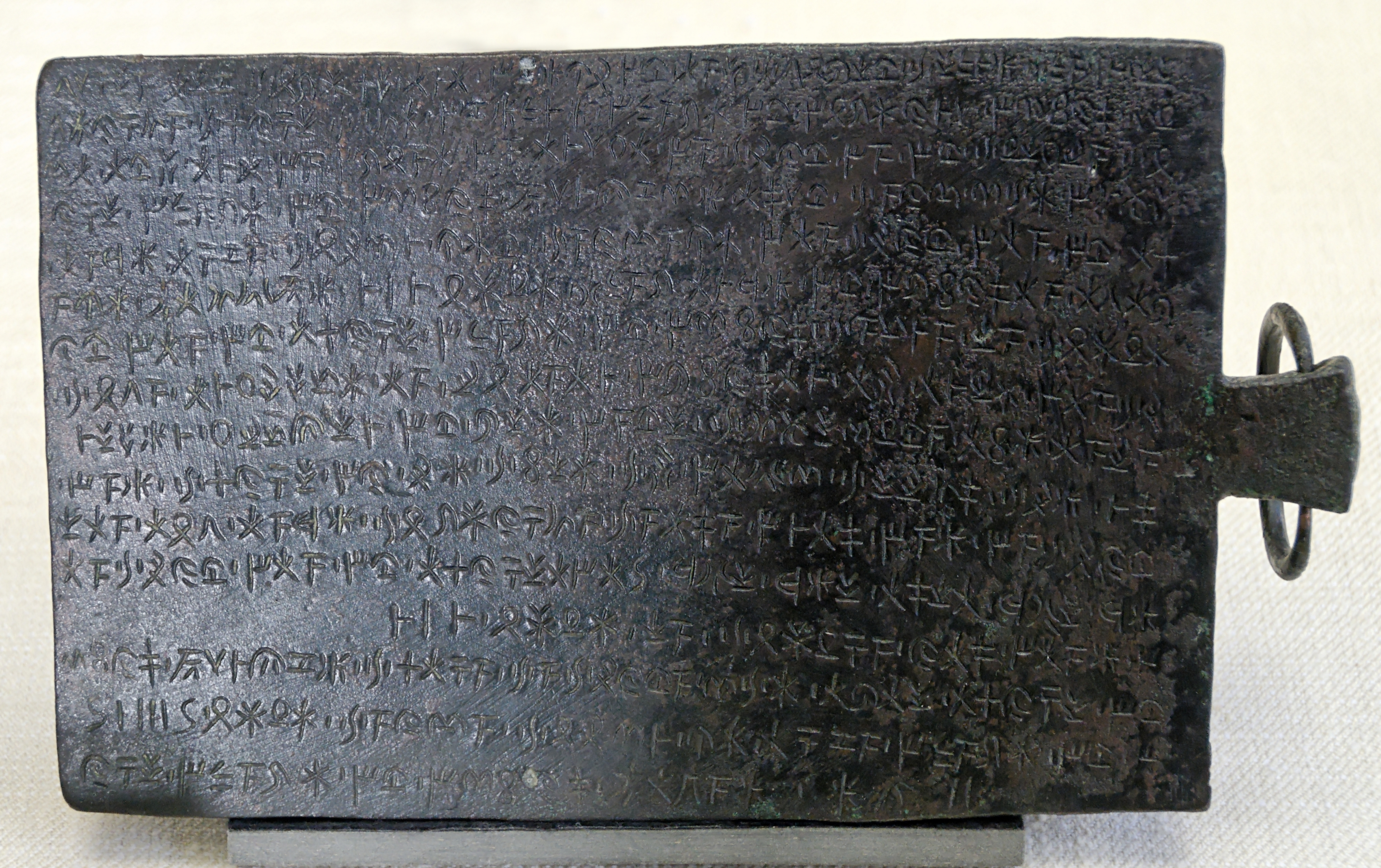
Dekret des Königs von Idalion für den Arzt Onesilos und seine Brüder. Der König und die Stadt sagen zu, ihm Zahlungen für die Versorgung der Verletzten nach der Belagerung durch Meder zukommen zu lassen, Bronze, beidseitig beschrieben, Cabinet des Médailles der französischen Nationalbibliothek in Paris

Seit dem 5. Jahrhundert v. Chr. und der persischen Herrschaft war die Stadt dem Königreich Kition untertan oder befand sich in einem dauerhaften Bündnis mit diesem. Nach einer Bronzetafel, die in Idalion gefunden wurde, wurde die Stadt von den Medern und Kitioniern belagert. Dies wird gewöhnlich zwischen 478 und 445 v. Chr. oder später angesetzt. Pumjaton führte den Titel „König von Kitium und Idalion“ (mlk kty w'dyl).